# Banharn Karin
Banharn Karin (thailändisch รรหาร การินทร์; * 18. Juli 1991) ist ein thailändischer Fußballspieler.

## Karriere
Banharn Karin stand bis Mitte 2020 beim Rayong FC unter Vertrag. Wo er vorher gespielt hat, ist unbekannt. Mit dem Verein aus Rayong belegte man 2019 den dritten Platz der zweiten Liga und stieg somit in die erste Liga auf. 2019 bestritt er zehn Zweitligaspiele. In der ersten Liga kam er 2020 nicht zum Einsatz. Mitte Juli 2020 wechselte er zum Drittligisten Muang Loei United FC. Am Ende der Saison feierte er mit dem Verein aus Loei die Vizemeisterschaft der North/Eastern Region. Im Sommer 2021 wechselte er zu dem in der Eastern Region spielenden Bankhai United FC. Für den Verein aus Ban Khai bestritt er vier Drittligaspiele. Ende Dezember 2022 wurde sein Vertrag aufgelöst.